# Vimer de l'Hort del Correu de Manacor
El vimer de l'hort del Correu, a Manacor, Mallorca és una vimetera situada a la possessió de l'Hort del Correu, a la sortida de Manacor cap a Portocristo i que se suposa que és capaç de curar la trencadura en els nadons. La tradició es repeteix cada 24 de juny i consisteix a fer passar els nadons per un tall transversal d'una branca d'aquest arbre just abans de la sortida del sol. Al cap d'un mes es comprova la curació del nin. Si no s'ha curat, s'ha de repetir l'operació l'any següent. L'arbre fou protegit amb motiu de la revisió del catàleg de patrimoni de l'Ajuntament de Manacor realitzada el 2010.